# Пак Нам Ок
Пак Нам Ок (кор. 박남옥; 24 лютого 1923 — 8 квітня 2017) — корейська кінорежисерка і акторка. Парк вважається першою корейською жінкою, яка зняла вітчизняний фільм у своїй країні. Вона найбільш відома своїм першим фільмом «Вдова» (анг. Mimang-in), який вийшов у березні 1955 року. Парк жила у США.

## Біографія
У юному віці Пак любила фільми і була шанувальницею актора Кім Шін-Джи. Пак відвідувала жіночу професійну школу Евха, починаючи з 1943 року, але до закінчення школи покинула її і працювала репортером у Тегу.
Пак працювала у кінокомпанії Chosun, починаючи з 1945 року після звільнення Кореї від Японії. Її в студії представив режисер Йоон Йонг-кю, якого вона знала через друга. Пак брала участь як сценаристка у фільмі «Нова клятва» режисера Шина Кьонг-гюна в 1947 році. Під час війни в Кореї вона працювала над військовим фільмом, де познайомилася зі своїм чоловіком Лі Бо-ра.
Пак зняла її фільм «Вдова» взимку 1954 року, з своїм немовлям на спині. Вона забезпечувала їжу для своїх співробітників під час зйомок фільму. Сценарій написав її чоловік, а її сестра допомогла створити продюсерську компанію, яку називали «Sister Productions» для фільму. «Вдова» не досягла комерційного успіху, і її режисерська кар'єра закінчилася.
Пак померла 8 квітня 2017 року у віці 94 роки у своєму будинку в Лос-Анджелесі, Каліфорнія.

## Вшанування пам'яті
Нагорода, яка присуджується Сеульським міжнародним жіночим кінофестивалем, названа її іменем, і вперше вона присуджена в 2008 році Йім Сун-жи.

## Додаткові джерела
- Yecies, Brian; Shim, Aegyung (2016). The Changing Face of Korean Cinema: 1960 to 2015. Routledge. ISBN 9781315886640. Архів оригіналу за 25 січня 2020. Процитовано 10 лютого 2020.